# Miranpur
Miranpur es un pueblo y nagar Panchayat situado en el distrito de Muzaffarnagar en el estado de Uttar Pradesh (India). Su población es de 29283 habitantes (2011). 

## Demografía
Según el censo de 2011 la población de Miranpur era de 29283 habitantes, de los cuales 15270 eran hombres y 14013 eran mujeres. Miranpur tiene una tasa media de alfabetización del 67,87, superior a la media estatal del 67,68%: la alfabetización masculina es del 76,10%, y la alfabetización femenina del 58,88%.